# Электрон (футбольный клуб, Ивано-Франковск)
«Электрон» — украинский любительский футбольный клуб, из города Ивано-Франковска. Выступал в чемпионате Ивано-Франковской области.

## Прежние названия
- до 1971: «Прибор»
- с 1972: «Электрон»

## История
Команда основана руководством Ивано-Франковского завода «Промприбор». Принимала участие в Чемпионате и Кубке Ивано-Франковской области. Первый успех пришел в 1971 году, когда команда выиграла Чемпионат. В 1972 году клуб изменил название на «Электрон» и дебютировал в Чемпионате УССР среди коллективов физкультуры. В 1973 году команда завоевала дубль — золотые медали Чемпионата и Кубок области.
В 1976 году пришёл самый крупный успех — в финале победив «Титан» (Армянск) со счётом 2:1 «Электрон» завоевал Кубок УССР среди КФК. В следующем сезоне не удалось повторить успех, в этот раз клуб добрался до финала, где проиграл со счётом 0:1 тому же «Титану».
В конце 80-х годов, когда завод не смог самостоятельно содержать команду, а новых спонсоров не нашлось, «Электрон» прекратил существование.

## Достижения
- Обладатель кубка УССР среди коллективов физкультуры — 1976.
- Чемпион Ивано-Франковской области — 1971, 1972, 1973, 1974, 1976, 1977, 1985.
- Обладатель кубка Ивано-Франковской области — 1973, 1974, 1976, 1977, 1978, 1983.

## Самые успешные сезоны «Электрона» в кубке КФК
1976 г.
- 1/16: «Металлист» Староконстантинов — 2:1 (г).
- 1/8: «Колос» Новое Давидково — 3:1 (д).
- 1/4: «СКА Львов» — 2:0 (г).
- 1/2: «Большевик» Киев — 2:1 (г).
- Ф: «Титан» Армянск — 2:1

1977 г.
- 1/16: «Прибор» Луцк — 3:0 (г).
- 1/8: «Водник» Ровно — 2:1 (д).
- 1/4: «Случ» Красилов — 2:1 (г).
- 1/2: «Большевик» Киев — 3:2 (д).
- Ф: «Титан» Армянск — 0:1